# Pseudocorinna septemaculeata
Pseudocorinna septemaculeata là một loài nhện trong họ Corinnidae.
Loài này thuộc chi Pseudocorinna. Pseudocorinna septemaculeata được Eugène Simon miêu tả năm 1910.